# Człon całkujący z inercją
W automatyce człon całkujący z inercją (rzeczywisty) (ang. integral real term) to człon, który jest opisany następującym równaniem różniczkowym:
{\displaystyle T{\frac {d^{2}y}{dt^{2}}}+{\frac {dy}{dt}}=k\cdot u(t)}
Jego transmitancja dana jest wzorem:
{\displaystyle G(s)={\frac {k}{s(Ts+1)}}}

## Charakterystyki
impulsowa:
{\displaystyle g(t)=k\left(1-e^{-{\frac {t}{T}}}\right)}
skokowa:
{\displaystyle h(t)=k\left(t-T(1-e^{-{\frac {t}{T}}})\right)}
sinusoidalna:
{\displaystyle y(t)=k\omega \left({\frac {1}{\omega ^{2}}}+{\frac {T^{2}}{1+\omega ^{2}T^{2}}}e^{\frac {-t}{T}}+{\frac {1}{\omega ^{2}{\sqrt {\omega ^{2}T^{2}+1}}}}\sin(\omega t+\phi )\right)}
amplitudowo-fazowa:
{\displaystyle G(j\omega )={\frac {-kT}{1+\omega ^{2}T^{2}}}+j\left({\frac {\frac {-k}{\omega }}{1+\omega ^{2}T^{2}}}\right)}
fazowa:
{\displaystyle \phi (\omega )=-\operatorname {arctg} (T\omega )-{\frac {\pi }{2}}}